# くりぃむしちゅーも観ながらいろいろゴチャゴチャ言ってますけども…笑いのタマゴLサイズ（おひとり様何回でも）
『くりぃむしちゅーも観ながらいろいろゴチャゴチャ言ってますけども…笑いのタマゴLサイズ（おひとり様何回でも）』（くりぃむしちゅーもみながらいろいろゴチャゴチャいってますけども わらいのタマゴエルサイズ おひとりさまなんかいでも）は、2006年3月23日に発売されたPSP対応のゲームソフト。UMDビデオとしてではなくゲームソフトとして販売されたがゲーム性は殆ど存在しない。

## 概要
若手お笑い芸人13組、総勢23名による漫才やコントのムービーを90分以上収録したお笑い作品。
若手お笑い芸人全13組（大半はプライム所属）がネタ見せを行い、自分が気に入った芸人はシェアリング機能で他のPSPユーザーに紹介できるのが、このソフトの特徴である。
また「お笑いWeb!!」モードからインターネット経由で公式サイトにアクセスすることで、40本以上の「秘蔵ムービー」がダウンロードできた。またゲーム内で貯めることの出来るポイントによってくりぃむしちゅーの秘蔵ボイスも手に入れることができた。
発売当日となる2006年3月23日には販促も兼ねたお笑いライブを横浜・ヨドバシカメラ マルチメディア横浜 地下メイン入口前広場で開催した。
当初の売れ行きは芳しくなかったが、このソフトに出演していたサンドウィッチマンが『M-1グランプリ2007』で優勝した事がきっかけとなり、発売から約2年後となる2008年3月に再生産される運びとなった。

## システム
- 一発バトル! - 各お笑い芸人達の自己紹介や一発芸を収録
- ネタバトル - 各芸人達が本作のために撮り下ろした漫才やコントを収録、幕間にデフォルメされたくりぃむしちゅーによるネタ解説や掛け合いが挿入される
- お笑いWeb!! - ダウンロードコンテンツ。一部コンテンツはゲームシェアリング時に貯まる専用ポイントを必要とする。

## 出演者

### ナビゲーター
- くりぃむしちゅー（イラスト、声のみ）

### 演者
クロスパンチ（2006年解散）やサードメン（2007年解散）など生産期間中に消滅したコンビも含まれるが、そのまま収録されている。
- 岩崎濱安
- きくりん
- クロスパンチ
- ザクマシンガン
- サードメン
- サンドウィッチマン
- スパイシージャム
- ドラマチック貞
- ハイエナ
- パッチワーク
- ペリカンジャパン
- マイるどミルド
- 山下カズオ